# Śmiertelny zaułek
Śmiertelny zaułek (ang. Dead End) – amerykański dramat społeczny z 1937 roku w reżyserii Williama Wylera. Akcja tego kryminału rozgrywała się w slumsach Nowego Jorku. 
Scenariusz autorstwa Lillian Hellman powstał na podstawie broadwayowskiej sztuki Sidneya Kingsleya z 1935.

## Obsada
- Sylvia Sidney jako Drina Gordon
- Joel McCrea jako Dave Connell
- Humphrey Bogart jako Hugh "Baby Face" Martin
- Wendy Barrie jako Kay Burton
- Claire Trevor jako Francey
- Allen Jenkins jako Hunk
- Marjorie Main jako pani Martin
- Charles Peck jako Philip Griswald
- Minor Watson jako pan Griswald
- James Burke jako funkcjonariusz Mulligan
- Ward Bond jako Doorman
- Elisabeth Risdon jako pani Connell
- Esther Dale jako pani Fenner
- George Humbert jako Pascagli
- Marcelle Corday jako guwernantka
- Charles Halton jako Whitey
- Billy Halop jako Tommy Gordon
- Huntz Hall jako Dippy
- Bobby Jordan jako Angel
- Leo B. Gorcey jako Spit
- Gabriel Dell jako T.B.
- Bernard Punsly jako Milton 'Milty'